# Whale and Dolphin Conservation
Whale and Dolphin Conservation (WDC, bis Herbst 2012: Whale and Dolphin Conservation Society, WDCS) wurde 1987 in Bath, England gegründet und ist eine gemeinnützige Arten- und Tierschutzorganisation, die sich ausschließlich dem Schutz von Walen und Delfinen sowie deren Lebensraum verschrieben hat.

## Arbeit
WDC ist weltweit auf verschiedenen Ebenen aktiv und betreibt Büros in Deutschland, Australien, Argentinien, Großbritannien, Schottland und den USA. Dabei setzt sie sich in unterschiedlichen Projekten für den Schutz der Meeressäuger ein. Neben politischer Lobby- und Kampagnenarbeit unterstützt die Organisation Feldforschungsprojekte, um Walarten und -populationen zu schützen. So werden beispielsweise Delfine im Moray Firth Dolphin Centre, Schottland, beobachtet und erforscht. Außerdem arbeitet WDC eng mit der Schwertwalforschungsstation OrcaLab, British Columbia, Kanada, zusammen.
Weiterhin ist die Organisation seit vielen Jahren bei internationalen Konferenzen vertreten, z. B. bei der Internationalen Walfangkommission (IWC) oder dem Abkommen zur Erhaltung der Kleinwale in der Nord- und Ostsee, des Nordostatlantiks und der Irischen See (Ascobans). Darüber hinaus ist WDC an der Entwicklung regionaler Schutzabkommen beteiligt und ist Gründungspartner der Bonner Konvention, dem „Übereinkommen zur Erhaltung wandernder wildlebender Tierarten“ (CMS), das Teil des Umweltprogramms der Vereinte Nationen (UNEP) ist.

## Ziele
Erklärte Ziele des WDC sind:
- Verbesserung und Schutz der Lebensräume von Walen und Delfinen u. a. durch Einrichtung von Schutzgebieten
- Steigerung des Interesses an Walen und Delfinen und ihrer Schutzwürdigkeit
- Beenden der Schlachtung von Walen
- Sicherstellung der Erhaltung aller Walarten
- Erstellung und Überwachung von Richtlinien für Walbeobachtungsunternehmen.

## Kritik im Jahr 1996
In die Kritik kam die Whale and Dolphin Conservation Society 1996 nach einem Aufruf gegen den färöischen Walfang. In einem bebilderten Artikel in der britischen Tageszeitung The Times behauptete die Organisation, dass die färöische Bevölkerung im Wesentlichen gegen den Walfang sei, diese jedoch von der Regierung unterdrückt würde. Wie in einem von der Faroese Pilot Whaler’s Association beauftragten Gutachten der Advertising Standards Authority konnte die WDCS keine unabhängigen Beweise für die Behauptung vorbringen und musste diese Behauptung zukünftig unterlassen.